# Guy Bennett
Guy Bennett est poète et traducteur. Il vit à Los Angeles.

## Biographie
Né à Los Angeles en 1960, Guy Bennett poursuit des études d’art, de musique, de langues et de littérature, obtenant un doctorat en littérature française à l’UCLA en 1993. Ayant travaillé comme musicien, enseignant, traducteur, typographe et designer de livres, il rejoint le corps enseignant d’Otis College of Art and Design en 1999.
Il est invité d'honneur de l’Oulipo en 2024.

## Œuvre

### Poésie

#### Premiers livres (1998–2011)
Bennett écrit ses premiers recueils de poésie à partir de textes sources via l’utilisation de diverses contraintes. « Ses textes, remarque Douglas Messerli, comportent souvent des systèmes formels discrets, et sa poésie témoigne d’un large éventail d’intérêts : la musique [...], la photographie, le cinéma, l’architecture et, comme on peut s’y attendre, les langues et les littératures d’autres pays » Dans The Row, par exemple, Bennett adapte les principes fondamentaux de la technique dodécaphonique au vers, tirant son contenu verbal des écrits sur la musique d’Anton Webern, pionnier de la composition dodécaphonique, ainsi que d’essais sur le compositeur lui-même. Dans « The Lilac Variations », écrit en mémoire de Jackson Mac Low, il applique la méthode diastique de ce dernier à l’élégie de Walt Whitman sur la mort de Lincoln, « When Lilacs Last in the Dooryard Bloom’d ». Commentant cette approche, Eleni Gioti note que, « Ce qui l’intéresse en fin de compte, c’est l’application de méthodes ou de systèmes non littéraires permettant de créer des poèmes, et non pas tant les poèmes eux-mêmes en tant que véhicules de description ou de narration. » Elle ajoute :
Si cette quête esthétique semble purement formaliste, elle ne coupe pas pour autant la poésie de Bennett des principaux enjeux de l’avant-garde artistique, celui du lien direct entre l’art et la vie quotidienne, celui de la fonction critique que l’art est appelé à exercer pour avoir un effet libérateur sur la vie.

#### Livres ultérieurs (depuis 2015)
Ses recueils plus récents s’éloignent de sujets « extérieurs » pour se focaliser sur des sujets plus textuels et littéraires. Dans l’essai « Guy Bennett : écriture marginale », Jean-Philippe Cazier affirme que le projet de Bennett consiste à « écrire des livres qui sont en acte une critique du livre, de la représentation et de la production du livre, critique impliquant nécessairement la création d’un nouveau type de livre centré sur la marge. » Il explique :
On pourrait rapprocher la démarche de Guy Bennett de la réflexion menée par Jacques Derrida au sujet du « supplément », du « cadre », du « dedans » et du « dehors » de l’œuvre – tout ce que Derrida, dans La vérité en peinture, désigne avec Kant par le terme de « parergon » […]. Chez Guy Bennett, ce serait le parergon qui envahirait l’ergon, l’œuvre, non pour effacer toute œuvre mais pour en devenir le centre. Ce qui fait sens, ce qui vaut, est ce qui n’était jusqu’alors que secondaire, superflu, subalterne et muet par rapport à la vérité du texte, au texte comme vérité : la vérité est dite maintenant par ce qui en était exclue.
Développant cette idée, Gioti écrit que, « En soi, ce geste de déplacement du centre de gravité vers les marges du texte poétique, vers ce qui entoure une œuvre en tant que parergon, a une forte charge politique, puisqu'il subvertit la hiérarchie traditionnelle entre les textes et situe (ou invente) le poétique dans le non-poétique. »

### Traduction
Dans son travail de traducteur, Bennett se concentre principalement sur les textes expérimentaux d’auteurs contemporains français et francophones, dont Nicole Brossard, Mohammed Dib, Jean-Michel Espitallier, Mostafa Nissabouri, Valère Novarina et Jacques Roubaud. Il a également traduit la poétesse visuelle italienne Giovanna Sandri, éditant en 2016 un volume de ses poèmes choisis. « Je suis fasciné par les poésies visuelles ainsi que par d’autres formes d’écriture plus marginales, remarque-t-il dans un entretien avec Teresa Villa-Ignacio. « [Je] me sens attiré par les problèmes qu’elles posent à la traduction et par ce que l’on peut faire [...] d’écritures expérimentales qui ne signifient pas de manière traditionnelle ».

## Publications choisies

### Poesie
- En exergue. Paris: Éditions LansKine, 2025.
- Poetry from Instructions. Los Angeles: Sophical Things, 2023.
- Remerciements. (Co-traduction avec Frank Smith) Bordeaux: Éditions de l’Attente, 2021.
- Wiersze zrozumiałe same przez się. (Traduction de Self-Evident Poems par Aleksandra Małecka) Kraków: Korporacja HA!ART, 2021.
- Post-Self-Evident-Poems. Édition numérique publiée par Jonas Pelzer, 2020.
- Œuvres presque accomplies. (Co-traduction avec Frédéric Forte) Bordeaux: Éditions de l’Attente, 2018.
- Ce livre. (Co-traduction avec Frédéric Forte) Bordeaux: Éditions de l’Attente, 2017.
- Poèmes évidents. (Traduction de Self-Evident Poems par l’auteur et Frédéric Forte) Bordeaux: Éditions de l’Attente, 2015.
- View Source. London: vErIsImIlItUdE, 2015.
- Self-Evident Poems. Los Angeles: Otis Books | Seismicity Editions, 2011.
- 32 Snapshots of Marseilles. Corvallis, OR: Sacrifice Press, 2010.
- Drive to Cluster. En collaboration avec le peintre Ron Griffin. Piacenza: ML & NLF, 2003.
- The Row. Los Angeles: Seeing Eye Books, 2000.
- Last Words. Los Angeles: Sun & Moon Press, 1998.

### Traductions
- Hollander, Benjamin. Vigilance. Bordeaux: Éditions de l’Attente, 2022. [Avec Frank Smith et Françoise Valéry]
- Nissabouri, Mostafa. For An Ineffable Metrics of the Desert. Los Angeles: Otis Books, 2018. [Avec Pierre Joris, Addie Leak, et Teresa Villa-Ignacio]
- Sandri, Giovanna. only fragments found: selected poems, 1969–1996. Los Angeles: Otis Books, 2016. [Avec Faust Paoluzzi et l’auteur]
- Dib, Mohammed. Tlemcen or Places of Writing. Los Angeles: Otis Books / Seismicity Editions, 2012.
- Spatola, Adriano. Toward Total Poetry. Los Angeles: Otis Books / Seismicity Editions, 2008. [with Brendan W. Hennessey]
- Roubaud, Jacques. Poetry, etc. Cleaning House. Los Angeles: Green Integer, 2006.
- Khaïr-Eddine, Mohammed. Damaged Fauna. Los Angeles, Seeing Eye Books, 2006.
- Espitallier, Jean-Michel. Espitallier’s Theorem. Los Angeles: Seismicity Editions, 2005.
- Novarina, Valère. Adramelech’s Monologue. Los Angeles: Seeing Eye Books, 2004.
- Brossard, Nicole. Shadow / Soft et Soif. Los Angeles, Seeing Eye Books, 2003. Extraits publiés dans Drunken Boat 8 (2006).

## Critiques choisies
- Cazier, Jean-Philippe, “Guy Bennett : Traduire le langage (En exergue),” Diacritik, February 3, 2025.
- Ménard, Pierre, “En exergue, de Guy Bennett: Une compilation d’épigraphes sur la création littéraire et artistique,” Liminaire, January 10, 2025.
- Nicolas, Alain, « Guy Bennett, merci pour tout et pour rien », L’Humanité, 14 juillet 2021.
- Cazier, Jean-Philippe, « Guy Bennett : l’écriture marginale (Remerciements) », Diacritik, 9 juillet 2021.
- Rosset, Christian, « Petite constellation d’été : poésie », Diacritik, 6 juillet 2021.
- Dubost, Jean-Pascal, « (Note de lecture), Guy Bennett, Œuvres presque accomplies », Poezibau, 31 octobre 2018.
- Chevillard, Éric, « La fabrique du texte : La chronique d’Éric Chevillard, à propos de “Ce livre”, de Guy Bennett », Le Monde, 9 mars 2017.
- Claro, Christophe, « Le magicien glose : Bennett en son miroir », Le clavier cannibale, 7 février 2017.
- Nicolas, Alain, « L’irrésistible évidence des poèmes de Guy Bennett », L’Humanité, 2 mars 2016.
- Chevillard, Éric, « Nul ptyx : Éric Chevillard chante, lyrique, l’évidence du poète américain Guy Bennett ». Le Monde, 7 octobre 2015.

## Entretiens
- « Poesia secondo istruzioni, a cura di Guy Bennett », Nazione Indiana, Andrea Inglese. (janvier 2023)
- « Guy Bennett se raconte – L’Enfance de la littérature », Permanences de la littérature, Marie-Laure Picot, directrice. (avril 2019)
- « Interview with Guy Bennett », Teresa Villa-Ignacio interviews Guy Bennett on translation and its relation to his writing, especially of poetry. (octobre 2013)
- « LA-Lit Interviews Guy Bennett », by Stephanie Rioux and Mathew Timmons. (février 2006)
- « Entrevue avec le poète américain Guy Bennett réalisée par Hassan El Ouazzani ». art Le Sabord 70 (2005): 44–51.
- « Paris / Morocco / L.A.: Poet, translator, and publisher Guy Bennett talks (with Leonard Schwartz) about his poetry, his publishing venture Seeing Eye Books, and his translations of Valère Novarina and Mostafa Nissabouri ».
- « Difficult Fruits and Paraphrase: Guy Bennett talks to Andrew Maxwell about translation and constraint ». Double Change II (2002).